# ملك الجرذان

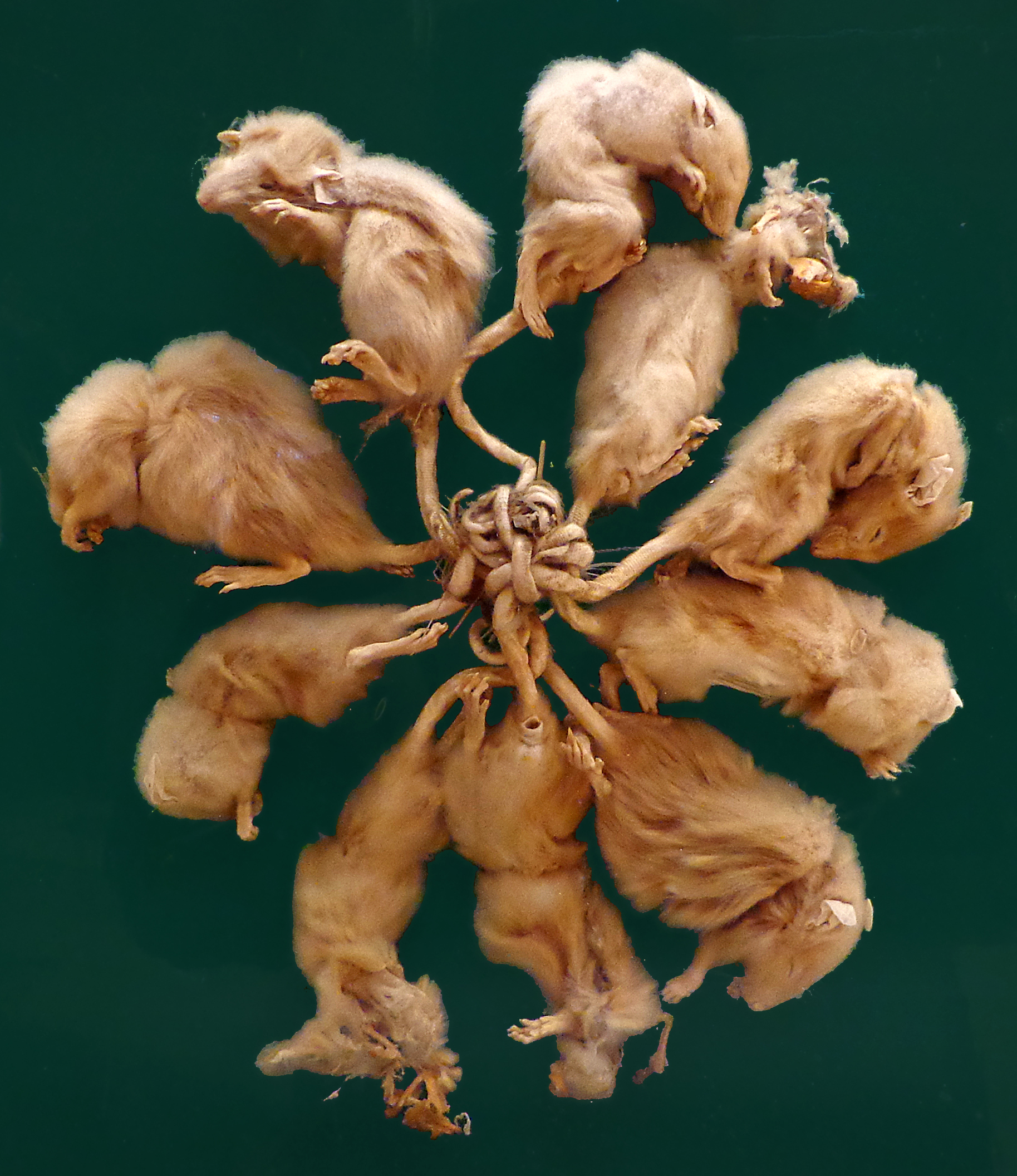
ملك الجرذان من ديلفيلد، ألمانيا، في متحف الحيوان في مدينة ستراسبورغ، فرنسا. وجدت في عام 1895.

ملك الجرذان (بالألمانية: Rattenkönig)‏ عبارة عن مجموعة من الجرذان التي تتشابك ذيولها وتترابط معًا بواسطة إحدى الآليات العديدة الممكنة، مثل المواد المتشابكة مثل الشعر أو المواد اللاصقة مثل النسغ أو العلكة أو الارتباط ببعضها البعض. تاريخيا، ترتبط هذه الظاهرة المزعومة بشكل خاص بألمانيا. حيث هناك العديد من العينات المحفوظة في المتاحف ولكن لوحظت حالات قليلة جدًا لملوك الجرذان في العصر الحديث.
وقد لوحظت ظاهرة مماثلة مع السناجب، والتي كان لها أمثلة حديثة موثقة.
تاريخيًا، كان يُنظر إلى ملك الجرذان على أنه نذير شؤم، ويرجع ذلك على الأرجح إلى اعتبار الجرذان ناقلة لأمراض مثل الطاعون.

## تاريخ

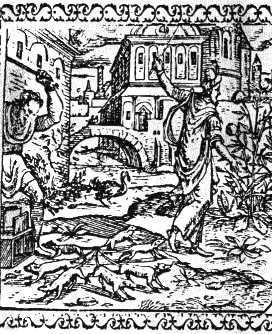
ملك الجرذان مصور في نقش خشبي من القرن السادس عشر

يأتي أقرب تقرير لملوك الجرذان من عام 1564. تتكون معظم الأمثلة الموجودة من الجرذان السوداء.
يتم الاحتفاظ بعينات من ملوك الجرذان المزعومين في بعض المتاحف. يُظهر متحف موريشيوس في ألتنبرغ، تورينجيا، أكبر مومياء معروفة لملك الجرذان، والتي عُثر عليها في عام 1828 في مدفأة طاحونة في بوخهايميتكون من 32 جرذ. يتم عرض ملوك الجرذان المحفوظة بالكحول في متاحف في هامبورغ، غوتنغن، هاملن، شتوتغارت، ستراسبورغ، ونانت.
في أبريل 1929، أبلغ عن مجموعة من فئران الغابات الصغيرة (فأر الحراج) في هولشتاين، ألمانيا.[بحاجة لمصدر]
ملك الجرذان الذي عُثر عليه عام 1930 في نيوزيلندا، كان معروضًا في متحف أوتاغو في دنيدن، وكان مؤلفًا من جرذان سوداء غير ناضجة كانت ذيولها متشابكة بشعر حصان.
اكتشف ملك الجرذان في عام 1963 من قبل مزارع في روكفن بهولندا، كما نشره عالم الحيوانات إم شنايدر، ويتكون من سبعة جرذان. قُتلوا جميعًا وقت فحصهم. تُظهر صور الأشعة السينية تشكيلات من مسمار القدم عند كسور ذيولها، مما يشير إلى أن الحيوانات نجت لفترة طويلة من الزمن وذيولها متشابكة.
إن مشاهد الظاهرة في العصر الحديث، خاصة عندما تكون العينات على قيد الحياة، نادرة جدًا. إحدى مشاهد عام 2005 جاءت من مزارع إستوني في سارو بمنطقة فورما. كانت العديد من الجرذان في العينة على قيد الحياة. يحتوي متحف علم الحيوان بجامعة تارتو في إستونيا على هذه العينة.
إلى جانب العينة الإستونية، بعد عام 2000، تم الإبلاغ عن حالات ملك السنجاب. وجد الأطباء البيطريون أحياء في كلتا الحالتين، وكان عليهم فصلهم لأنهم قد يكونون عالقين معًا بشكل قاتل وإلا فقد يتضورون جوعاً أو يأكلهم حيوان مفترس. وهكذا، تم العثور على «ملك السنجاب» من ستة سنجاب عالقة مع عصارة الصنوبر في ريجينا، ساسكاتشوان، كندا في يونيو 2013، وخمسة سنجاب رمادية صغيرة تم العثور عليها في ولاية ويسكونسن، الولايات المتحدة، في عام 2018. بالنسبة للخمسة، تشابكت معهم مادة العش المحيطة والعشب والبلاستيك. تسببت العقدة في بعض تلف الأنسجة في ذيولهم.

## تفسيرات ممكنة

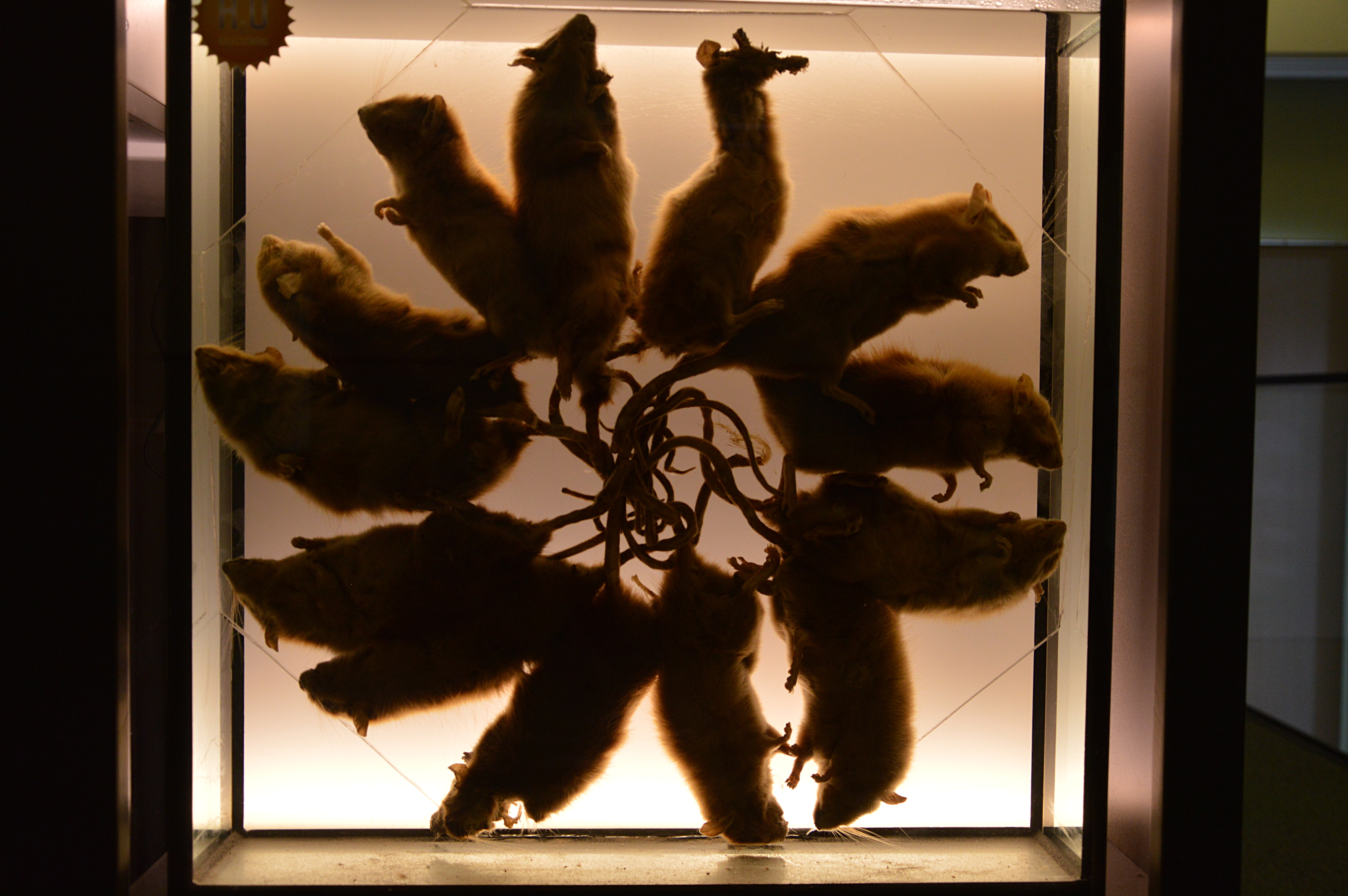
ملك الجرذان في متحف التاريخ الطبيعي بجامعة تارتو، عُثر عليه في 2005

يتم مناقشة وجود هذه الظاهرة بسبب محدودية الأدلة على حدوثها بشكل طبيعي. مصدر قلق آخر هو إمكانية تلفيق بعض نماذج المتاحف المحفوظة منذ قرون، مثل هذه الخدع شائعة في عصر القرون الوسطى. اقترح علماء الطبيعة في القرنين السابع عشر والثامن عشر العديد من الفرضيات لشرح هذه الظاهرة. كان معظمهم مشكوكًا فيه ، بدءًا من تعلق الجرذان معًا أثناء الولادة ولصقها لاحقًا، إلى الجرذان السليمة التي تعمد إلى ربط نفسها بالجرذان الأضعف لتكوين عش. التفسير المحتمل هو أن الذيل الطويل المرن للفأر الأسود يمكن أن يتعرض لمواد لزجة أو مجمدة مثل الزهم (إفراز من الجلد نفسه) أو النسغ أو الطعام أو منتجات الإخراج. يعمل هذا المزيج كعامل ترابط وقد يتجمد أثناء نومهم خاصة عندما تعيش الجرذان في مكان قريب خلال فصل الشتاء. بمجرد أن يدركوا أنهم مرتبطون، سيكافحون وستصبح العقدة أكثر إحكامًا. هذا التفسير معقول نظرًا لأنه تم العثور على معظم الحالات خلال فصل الشتاء وفي الأماكن الضيقة. قالت إيما بيرنز، أمينة العلوم الطبيعية في متحف أوتاغو، فيما يتعلق بعينة متحفها، «جرذان السفن [الجرذان السوداء]، وفقًا لبعض النظريات، تتسلق الجرذان، لذا فإن ذيولها قابلة لتكوين العقدة».
لا يزال علماء الحيوان متشككين في ذلك، قائلين إنه على الرغم من أنه من الممكن نظريًا، فإن الجرذان بالكاد ستكون قادرة على البقاء في مثل هذه الحالة لفترة طويلة. خاصة إذا ارتفعت درجات الحرارة أو إذا عضوا ذيلهم أو ذيل جرذ آخر لمحاولة تحرير أنفسهم. سيكونون أيضًا في حالة ألم. نظرًا لأن الجرذان السوداء تتجمع معًا خلال فصول الشتاء للدفء، فقد يكون من الممكن عن بُعد أن تحدث بشكل طبيعي. فيما يتعلق بكون بعض العينات المحفوظة مزيفة، فمن المرجح أن يتم التصنيع على الميتة، نظرًا لمدى صعوبة ذلك إذا كانت الجرذان على قيد الحياة. المراقبة الصحيحة للظاهرة، تحت الفحص العلمي، والتي تحدث بشكل طبيعي مع الجرذان الحية من البداية حتى النهاية، لم تحدث بعد. ومع ذلك، يؤيد الخبراء أنها حالات حوادث غريبة مع حالات ملحوظة جيدًا تحدث أحيانًا للسناجب - أيضًا من عائلة القوارض. خلصت دراسة نشرت عام 2007 في وقائع الأكاديمية الإستونية للعلوم والبيولوجيا والبيئة، بعد اكتشاف عينة جامعة تارتو، إلى أن هذه الظاهرة ممكنة ولكنها نادرة.

## روابط خارجية
- (باللغة الفرنسية) صور وإكس-راي لملك الجرذان في متحف نانت